# محمية محازة الصيد
محمية محازة الصيد أو محمية الإمام سعود بن عبد العزيز الملكية هي محمية طبيعة في المنطقة الغربية من المملكة العربية السعودية، على بعد 180 كيلومتر شمال شرق مدينة الطائف، وتبلغ مساحتها 2240 كيلومتر مربع وتقع بين ثلاث محافظات ومراكز وهي محافظة الخرمة ومركز ظلم (مكة المكرمة) ومحافظة المويه. يشرف عليها مجلس المحميات الملكية برئاسة ولي العهد السعودي الأمير محمد بن سلمان آل سعود.
بعد صدور الأمر الملكي الذي يقضي بإنشاء مجلس للمحميات الملكية في الديوان الملكي، تم تحديد 6 محميات ملكية من ضمنها محمية محازة الصيد وتحويل مسماها إلى محمية الإمام سعود بن عبد العزيز الملكية برئاسة الأمير عبدالله بن بندر بن عبدالعزيز آل سعود وذلك في يونيو من عام 2018.

## تاريخ المحمية
بعدما أعلنت منطقة محازة الصيد محمية عام 1408 هـ 1988م، أحيطت بسياج يبلغ محيطه 220 كيلومتر لتكون مختبر طبيعي لبدء تجارب إعادة توطين الأنواع الحيوانية الفطرية المستوطنة والتي تم إكثارها في مراكز الأبحاث التابعة المركز الوطني لتنمية الحياة الفطرية، وساعد السياج في الحفاظ على الغطاء النباتي الذي كان على وشك الانقراض حتى أصبحت المحمية زاخرة بنباتات وحشائش حولية وموسمية.
يتألّف الغطاء النباتي للمحمية من حشائش قصيرة تتخللها مجموعات متفرقة من أشجار السمر والسرح والمرو بالإضافة إلى بعض النباتات الصحراوية الأخرى مثل الرمث والعوسج والثمام، من أهم حيوانات محمية محازة الصيد الذئب العربي والثعلب الرملي والقط الرملي، وعدة أنواع من القوارض بالإضافة إلى أنواع مختلفة من الطيور أهمها النسر الأصلع والنسر الأسمر والرخمة المصريّة وكذلك عدة أنواع من الزواحف.
بدأ برنامج إعادة التوطين في المحمية بإطلاق 17 مها عربية في المحمية في عام 1990، تبعها إضافة مجموعات أخرى صغيرة على فترات متتالية، وأعيد أيضا توطين ظبي الريم، وطائر الحبارى في المحمية خلال عامي 1990 و1991، كما أطلق في المحمية النعام أحمر الرقبة، وهو أقرب أنواع النعام إلى النعامة العربية المنقرضة.